# Clocher républicain
 (août 2025).
Les clochers républicains entendent marquer la volonté républicaine des élus. La mesure du temps, comptée sur l'horloge, sonnée à la cloche, s'adresse à tous les citoyens et est sans considération de religions et de philosophies. Ils sonnent un temps public qui se veut laïque, civique et pédagogique, et célèbre les fêtes de la république.

## Histoire des clochers républicains

### Les Beffrois

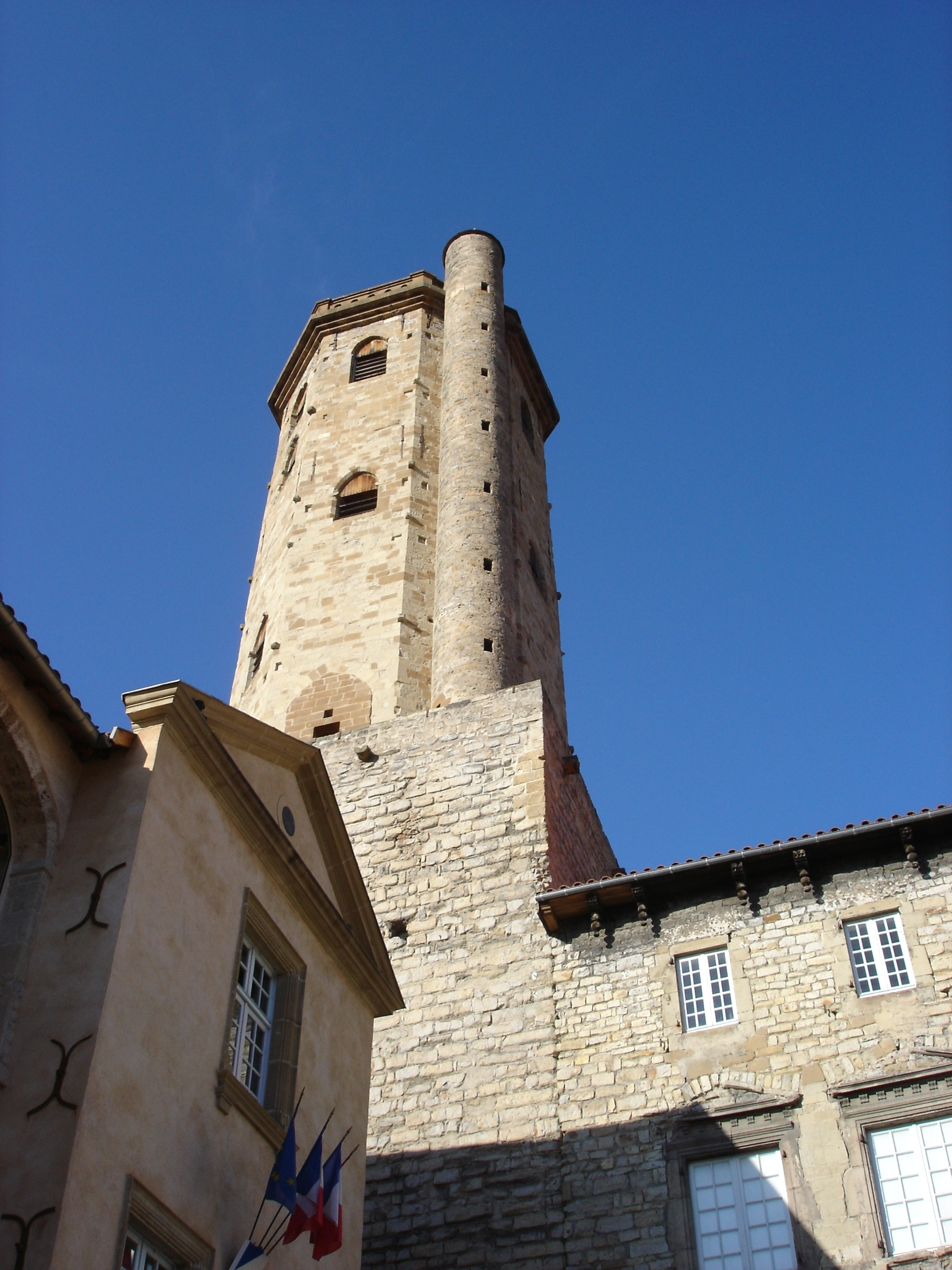
Le Beffroi de Millau

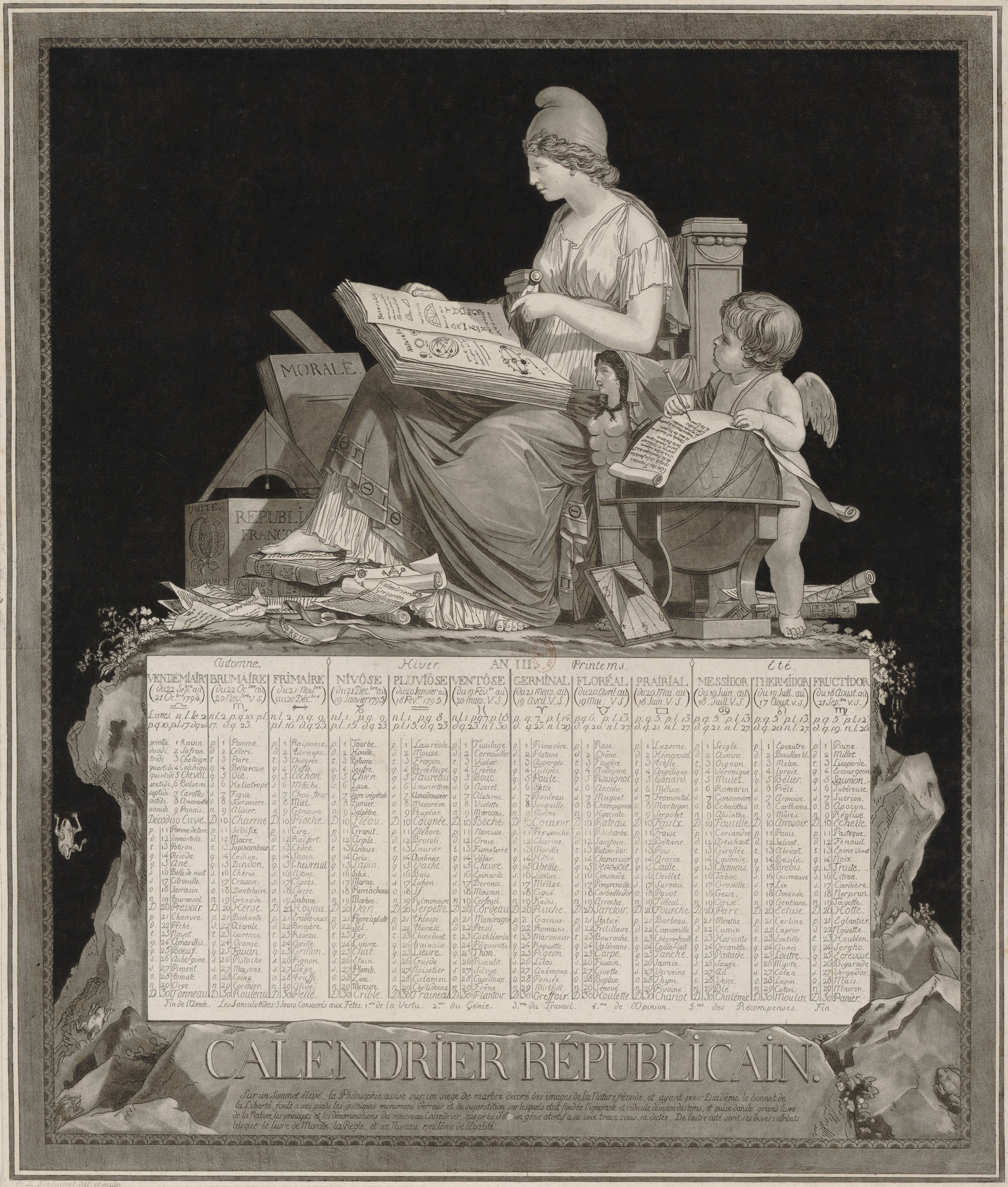
Calendrier républicain de 1794

Il trouve ses origines dans la construction des premiers beffrois, comme celui de Millau au XIIe siècle. Auparavant, la journée était rythmée par les cinq prières sonnées par les clochers des églises : matines, nones, vêpres, etc. Le temps que marquaient ces sonneries était un temps divin. La construction d'un beffroi sonnant les heures marque le passage à un temps profane, consacré au commerce, et donc consacre l'avènement de la bourgeoisie urbaine.

### Le Temps de la République
Les mouvements républicains pour la déchristianisation pendant la Révolution française ont eu une politique ayant pour but de supprimer le christianisme de la vie quotidienne en France et d'y substituer un culte républicain.
Avec par exemple la création du Calendrier républicain, en 1792 jusqu'au Concordat qui rétablit officiellement le culte en 1802 et le calendrier grégorien rétabli par l'Empire en 1806.

### Les guerres de clochers
À la fin du XIXe siècle, les lois de sécularisation ont progressivement affranchi l’État de ses liens historiques avec l’Église catholique et créé de nouvelles normes politiques et sociales bâties sur le principe de l’universalisme républicain. La Troisième République a notamment  recréé l’organisation du système scolaire, en instaurant l’enseignement public, laïque et obligatoire par les lois Jules Ferry. Ce processus s’est conclu en 1905 par la loi sur la séparation des Églises et de l’État, qui a marqué l’aboutissement d’une laïcisation affirmée.
On retrouve par exemple dans les Pyrénées-Orientales, des compétitions entre clochers religieux dits "troubadours", et la construction de clochers républicains. Ainsi la construction massive de clochers troubadours en Salanque, en Cerdagne, Capcir et Ribéral répond à l'aménagement de clochers républicains dans des villages liés majoritairement aux mouvements des grandes grèves viticoles des années 1904-1907 comme Ortaffa, Fuilla, Saint-Estève, Toulouges où Pézilla-la-rivière.

## Typologies
Une architecture publique officielle est développée par la république sur la totalité de son territoire au XIXe siècle. Les clochers républicains se répartissent entre le faîte des toits des mairies et des écoles, où une horloge affiche l'heure publique sur le fronton de la façade. Parfois on réutilise une construction ancienne, comme les portes fortifiées d'enceintes du Moyen Âge, ou bien des tours républicaines sont construites pour célébrer les vertus républicaines. 